# Station Vakås
Station Vakås (Noors:  Vakås holdeplass) is een halte in Vakås in de gemeente Asker in fylke Viken  in  Noorwegen. De halte  werd geopend in 1957 en ligt aan Drammenbanen. Vakås wordt bediend door lijn L1, de stoptrein die pendelt tussen Spikkestad en Lillestrøm.